# Johnny Sequoyah
Johnny Sequoyah Friedenberg (Boise, Idaho; 25 de octubre de 2002) es una actriz estadounidense, más conocida por su papel de Bo Adams en la serie de televisión de la NBC Believe.

## Carrera
Comenzó su carrera actoral a los ocho años en su ciudad natal. En 2013 y principios de 2014, tuvo papeles en películas como Ass Backwards, Plastic Jesus, y I Believe in Unicorns. También apareció en Wind Walkers y en Among Ravens, ambas dirigidas por su padre, Russell Friedenberg, y producidas por su madre, Heather Rae.
Su primer papel protagónico lo obtuvo en la serie Believe, de la cadena NBC, donde interpretó a la pequeña Bo Adams.

## Vida personal
Reside en Los Ángeles (California) con su familia.

## Filmografía
| Año       | Película                       | Personaje           | Notas             |
| --------- | ------------------------------ | ------------------- | ----------------- |
| 2013      | Ass Backwards                  | Chica de la escuela | No acreditada     |
| 2014      | I Believe in Unicorns          | Niña en moto        |                   |
| 2014      | Believe                        | Bo Adams            | 13 episodios      |
| 2014      | Among Ravens                   | Joey                |                   |
| 2014      | Plastic Jesus                  |                     |                   |
| 2014      | Black Eyed Dog                 |                     |                   |
| 2015      | Wind Walkers                   | Willow Samuelson    |                   |
| 2016      | Albion: The Enchanted Stallion | Molly               |                   |
| 2016      | American Housewife             | Taylor Otto         | Episodio "Piloto" |
| 2021-2022 | Dexter: New Blood              | Audrey Bishop       | 10 episodios      |